# Johannes Ambrosius Taube
Johannes Ambrosius Taube (* 1778 in Wittgendorf bei Forst, Provinz Schlesien; † 22. April 1823 in Berlin) war Fürstbischöflicher Delegat für Brandenburg und Pommern sowie Propst der St.-Hedwigs-Kathedrale in Berlin.

## Leben
Taube trat der Ordensgemeinschaft der Zisterzienser des Klosters Grüssau bei. Dort war er Prediger an der Stiftskirche und lehrte am Gymnasium sowie in der Novizenausbildung.
Nach der Säkularisation des Klosters wurde er 1810 Kaplan an der katholischen Kirche in Berlin, damals zugehörig zum Bistum Breslau. 1814 wurde er zum Propst der St. Hedwigs-Kirche in Berlin und 29. Januar 1815 feierlich eingeführt. 1817 wurde er zum Domherrn  am Breslauer Dom ernannt. Von 1821 bis zu seinem Tode 1823 war er erster Fürstbischöflicher Delegat für Brandenburg und Pommern. Er starb an den Folgen eines Schleimfiebers und Schlaganfalls. In Anwesenheit hoher politischer Prominenz sowie katholischer und protestantischer Geistlichkeit wurde beigesetzt.
Johann Ambrosius Taube war im damaligen katholischen Missionsgebiet sehr aktiv. Die Dichterin Luise Hensel legte am 7. Dezember 1818 das katholische Glaubensbekenntnis bei Probst Ambrosius Taube ab und konvertierte so vom lutherischen zum katholischen Glauben. Der Konfessionswechsel von Luise Hensel war zur damaligen Zeit politisch heikel und sollte zunächst geheim gehalten werden. Selbst der Freund von Luise Hensel, Clemens Brentano, legte im 27. Februar 1817 zusammen mit seinem Bruder Christian in St. Hedwig eine Generalbeichte bei Probst Taube ab.